# Gamal Abdel Nassermoskee

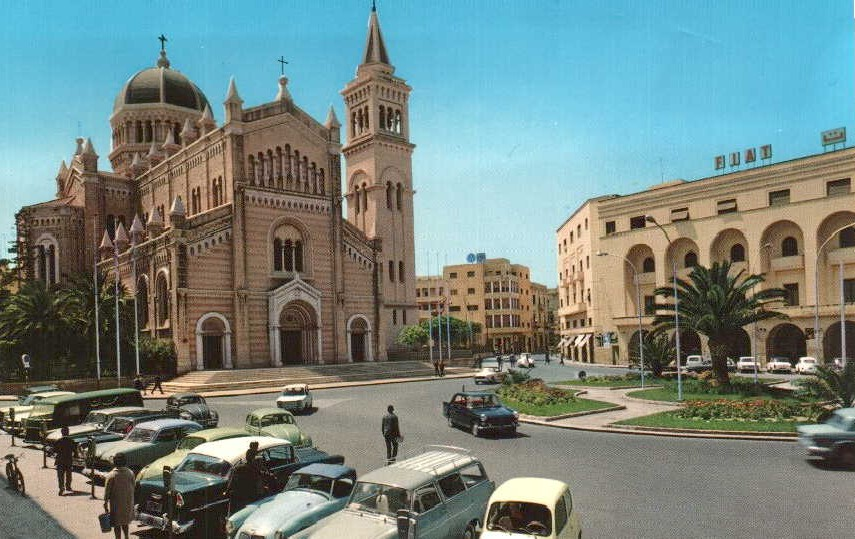
De kathedraal rond 1960

De Gamal Abdel Nassermoskee aan het Algerijeplein in Tripoli is een tot moskee omgebouwde Rooms-katholieke kathedraal uit de tijd van de Italiaanse koloniale overheersing van Libië
De kathedraal werd tussen 1923 en 1928 naar de plannen van Saffo Panteri in neoromaanse stijl met een 46 meter hoge koepel gebouwd. Deze kathedraal was niet de eerste kathedraal in Tripoli, want de Maltese gemeenschap van de stad had reeds in 1870 de Santa Maria degli Angeli gebouwd.
In 1970 werd de kathedraal, die een symbool van de voormalige Italiaanse overheersing was, omgebouwd tot een moskee die werd vernoemd naar de Egyptische president Gamal Abdel Nasser. De neoromaanse ornamenten werden verwijderd en de gevel kreeg een typisch islamitisch uiterlijk. De campanile werd daarbij omgebouwd tot een minaret.